# Радомишльська сільська рада
Радомишльська сільська рада — колишній орган місцевого самоврядування у Луцькому районі Волинської області. Адміністративний центр — село Радомишль.

## Загальні відомості
- Територія ради: 33,119 км²
- Населення ради: 1 091 особа (станом на 2001 рік)
- Територією ради протікає річка Стир.

## Населені пункти
Сільській раді підпорядковані населені пункти:
- с. Радомишль
- с. Романівка
- с. Суховоля

## Склад ради
Рада складається з 16 депутатів та голови.
- Голова ради: Семенюк Володимир Петрович
- Секретар ради: Довгун Любов Яківна

### Керівний склад попередніх скликань
| ПІБ                             | Основні відомості                                                 | Дата обрання | Дата звільнення |
| ------------------------------- | ----------------------------------------------------------------- | ------------ | --------------- |
| Балясевич Ярослав Олександрович | Сільський голова, 1953 року народження, безпартійний              | 26.03.2006   | 31.10.2010      |
| Семенюк Володимир Петрович      | Сільський голова, 1967 року народження, освіта вища, безпартійний | 31.10.2010   |                 |

Примітка: таблиця складена за даними джерела

### Депутати
За результатами місцевих виборів 2010 року депутатами ради стали:

#### За суб'єктами висування
| Суб'єкт висування | Кількість обраних депутатів | %   |
| ----------------- | --------------------------- | --- |
| Самовисування     | 16                          | 100 |

#### За округами
| № округу | Прізвище, ім'я, по батькові    | Дата визнання обраним | Освіта         | Партійна приналежність                   | Відомості про обраного депутата                        |
| -------- | ------------------------------ | --------------------- | -------------- | ---------------------------------------- | ------------------------------------------------------ |
| 1        | Ружевський Михайло Миколайович | 01.11.2010            | Освіта середня | позапартійний                            | тимчасово не працює                                    |
| 2        | Схаб Ніна Федорівна            | 01.11.2010            | Освіта середня | позапартійна                             | пенсіонер                                              |
| 3        | Семенюк Микола Сергійович      | 01.11.2010            | Освіта середня | член Української республіканської партії | ДПДГ «Перемога», токар                                 |
| 4        | Данкевич Зоя Володимирівна     | 01.11.2010            | Освіта середня | позапартійна                             | тимчасово не працює                                    |
| 5        | Зозуля Тетяна Петрівна         | 01.11.2010            | Освіта середня | позапартійна                             | тимчасово не працює                                    |
| 6        | Довгун Любов Яківна            | 01.11.2010            | Освіта вища    | позапартійна                             | Радомишльська сільська рада, секретар                  |
| 7        | Парфелюк Петро Іванович        | 01.11.2010            | Освіта вища    | позапартійний                            | Радомишльська сільська рада, спеціаліст землевпорядник |
| 8        | Трохимчук Вячеслав Миколайович | 01.11.2010            | Освіта середня | позапартійний                            | тимчасово не працює                                    |
| 9        | Дячун Віра Леонідівна          | 01.11.2010            | Освіта середня | позапартійна                             | тимчасово не працює                                    |
| 10       | Шабала Юрій Ярославович        | 01.11.2010            | Освіта середня | позапартійний                            | ПСП «Агротехсервіс», токар                             |
| 11       | Курбан Володимир Петрович      | 01.11.2010            | Освіта середня | позапартійний                            | ПСП «Агротехсервіс», штучник заплідник                 |
| 12       | Ткачук Анатолій Сергійович     | 01.11.2010            | Освіта середня | позапартійний                            | тимчасово не працює                                    |
| 13       | Кузнєцов Сергій Володимирович  | 01.11.2010            | Освіта середня | позапартійний                            | тимчасово не працює                                    |
| 14       | Стельмащук Катерина Михайлівна | 01.11.2010            | Освіта середня | позапартійна                             | тимчасово не працює                                    |
| 15       | Шабала Руслан Ярославович      | 01.11.2010            | Освіта середня | позапартійний                            | тимчасово не працює                                    |
| 16       | Сидорчук Валерій Арсенович     | 26.12.2010            | Освіта вища    | позапартійний                            | Лаврівська сільська рада, спеціаліст землевпорядник    |

## Населення
Згідно з переписом УРСР 1989 року чисельність наявного населення сільської ради становила 1163 особи, з яких 501 чоловік та 662 жінки.
За переписом населення України 2001 року в сільській раді мешкало 1085 осіб.

### Мова
Розподіл населення за рідною мовою за даними перепису 2001 року:
| Мова       | Відсоток |
| ---------- | -------- |
| українська | 98,81 %  |
| російська  | 1,10 %   |
| молдовська | 0,09 %   |